# Vševltavský spolek

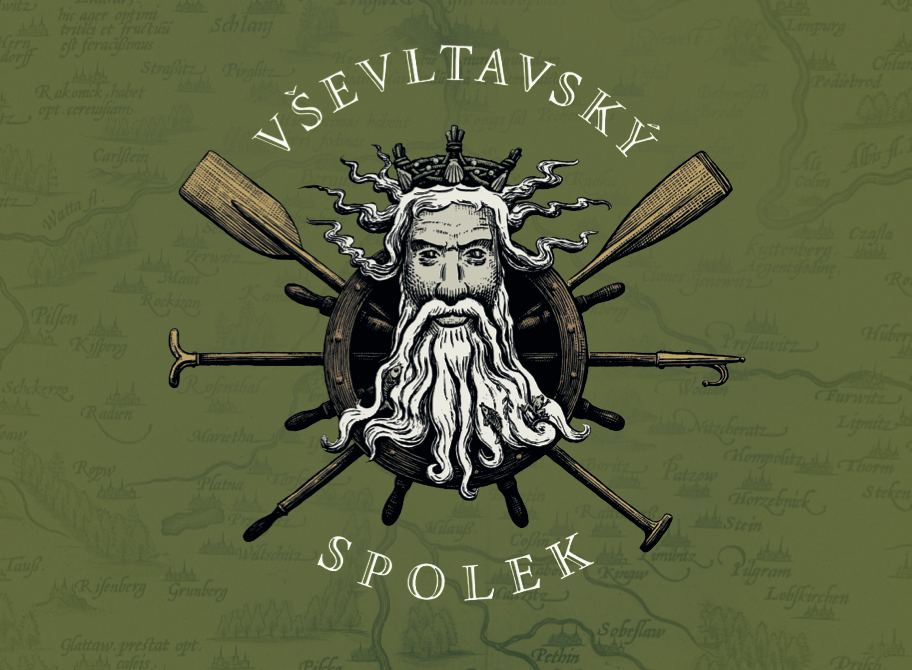
Vševltavský spolek - znak

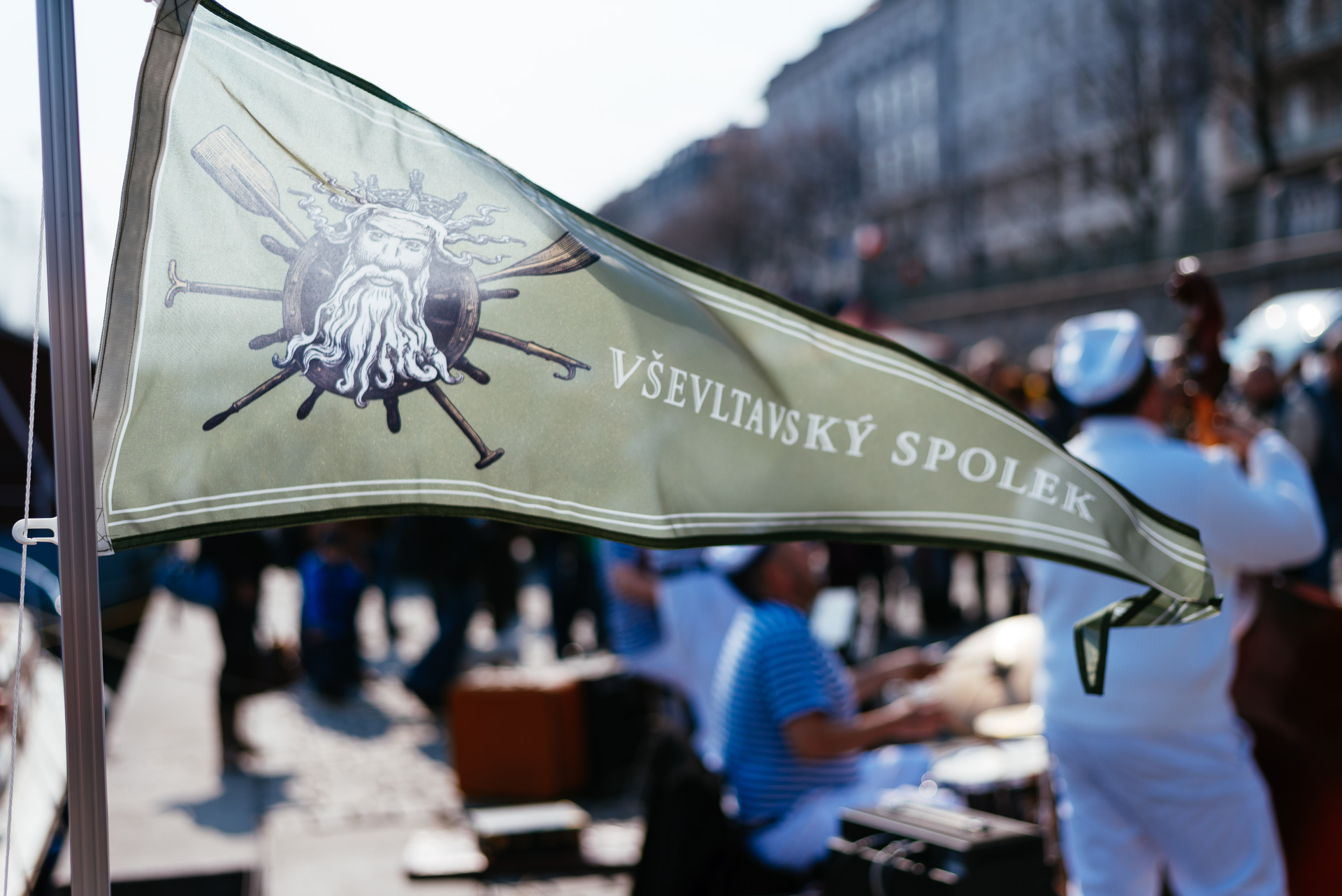
Lodní prapor Vševltavského spolku

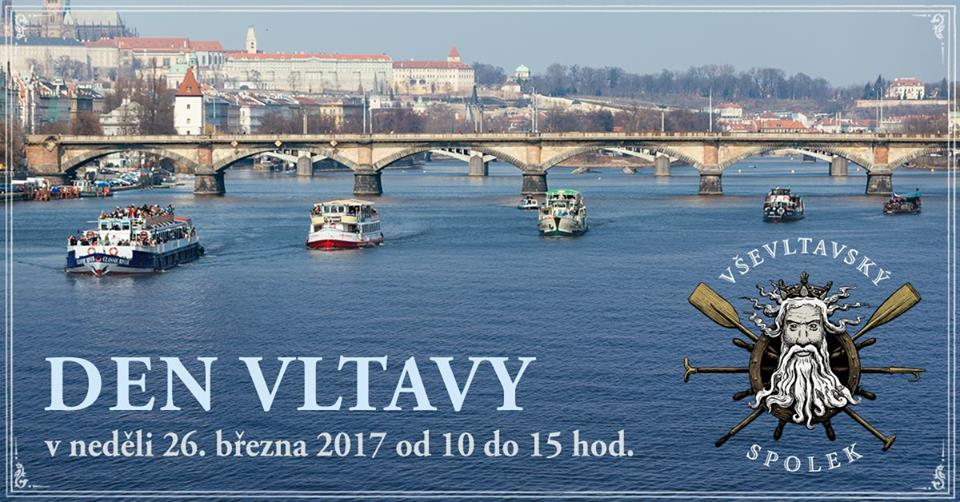
Den Vltavy

Vševltavský spolek je osvětová a zájmová organizace založená pro popularizaci pražských břehů, ochranu práv „lidí od vody“ a k utváření společného prostoru pro všechny uživatele vodních ploch a přilehlého okolí. Primárně se činnost spolku zaměřuje na řeky Vltavu a Berounku, a to především na využívání řeky, jejích břehů i navazujících pozemků.
Tento spolek představuje společenství sdružující subjekty se zájmem o dění okolo vody a jeho členové provozují jak plavbu, půjčovny lodí, sportovní kluby, zájmové organizace, tak i přístavy a vlastní nemovitosti i movitosti na březích řeky a její hladině a pořádají kulturní akce na vodě a v jejím okolí.
Součástí spolku je i odborný výbor, který je sestaven z vodohospodářů, odborníků na plavbu a vodní stavby, jehož prostřednictvím se bude spolek vyjadřovat k záměrům státních orgánů a zároveň nabídne svou expertízu v otázkách dalšího rozvoje vltavských a berounských břehů.
Vševltavský spolek chce nejenom chránit profesní zájmy členů spolku, ale především se aktivně podílet na ochraně a rozvoji života v oblasti Vltavy a Berounky.